# Senta Wengraf
Senta Michaela Irene Wengraf (Vienna, 10 maggio 1924 – Vienna, 6 dicembre 2020) è stata un'attrice teatrale e attrice cinematografica austriaca.

## Biografia
Senta è nata a Vienna, figlia di un direttore di assicurazioni, dopo aver frequentato il liceo, ha seguito una formazione presso la scuola di moda di Hetzendorf, dove ha anche lavorato come modella. Ma ha interrotto la formazione e poi ha completato una formazione teatrale con l'attrice Dorothea Neff, oltre a una scuola di recitazione.
Nel 1946 fece il suo debutto al Volkstheater di Vienna. Altri palcoscenici furono il Burgtheater, il Nationaltheater Mannheim, lo Städtische Bühnen Frankfurt am Main, lo Schauspielhaus Düsseldorf, il Theater in der Josefstadt, il Wiener Kammerspiele e il Salzburger Landestheater.
È diventata nota al pubblico televisivo austriaco negli anni '60, in particolare attraverso il ruolo della nuora "Ilse" nella serie televisiva della famiglia Leitner. In seguito ha spesso interpretato una signora del saloon in spettacoli televisivi o ruoli teatrali.
(Intervista con il Wiener Kurier il 22 novembre 1946)
Nel 1946 recitò nel primo lungometraggio austriaco dopo la seconda guerra mondiale, Faith in Me.
Nei popolari film di Sissi impersonò la Contessa Bellegarde, dama di compagnia di Sissi.
Ha anche lavorato per la radio, a partire dalla stazione Rot-Weiß-Rot.

## Vita privata
Senta Wengraf era sposata con Christoph Herberstein in giovane età.
Il direttore dell'opera Marcel Prawy, morto nel 2003, lasciò in eredità la sua vasta collezione di documenti musicali, manoscritti e spartiti originali da Richard Strauss a Leonard Bernstein alla compagna di vita Senta Wengraf che a sua volta li lasciò alla città di Vienna.
Senta Wengraf ebbe una relazione di lunga data con l'ex cancelliere federale Bruno Kreisky durante il suo matrimonio con la moglie Vera Fürth, che morì nel 1988, la loro unione durò dal 1972 fino alla sua morte nel 1990. Venne seppellita in una tomba d'onore al Cimitero Centrale di Vienna (gruppo 33G, numero 32) vicino a Marcel Prawy.

## Premi (parziale)
- 2008 Decorazione d'onore d'oro per i servizi allo Stato di Vienna

## Filmografia

### Cinema
- Glaube an mich, regia di Géza von Cziffra (1946)

- Alles Lüge, regia di E. W. Emo (1948)
- Mein Freund, der nicht nein sagen kann, regia di Alfred Stöger (1949)
- Questi nostri genitori (Das doppelte Lottchen), regia di Josef von Báky (1950)
- Frühlingsstimmen, regia di Hans Thimig (1952)
- Der Verschwender, regia di Leopold Hainisch (1953)
- Franz Schubert, regia di Walter Kolm-Veltée (1953)
- Don Giovanni, regia di Walter Kolm-Veltée (1955)
- Gasparone, regia di Karl Paryla (1955)
- Lügen haben hübsche Beine, regia di Erik Ode (1956)
- Sissi - La giovane imperatrice (Sissi - Die junge Kaiserin), regia di Ernst Marischka (1956)
- Kaiserjäger, regia di Willi Forst (1956)
- Skandal in Ischl, regia di Rolf Thiele (1957)
- Destino di una imperatrice (Sissi - Schicksalsjahre einer Kaiserin), regia di Ernst Marischka (1957)
- Man müßte nochmal zwanzig sein, regia di Hans Quest (1958)
- Wenn die Glocken hell erklingen, regia di Eduard von Borsody (1959)
- Le confessioni di una sedicenne (Geständnis einer Sechzehnjährigen), regia di Georg Tressler (1961)
- Der Bockerer, regia di Franz Antel (1981)
- Ein Herz wird wieder jung, regia di Heide Pils (1999)

### Televisione
- Das kalte Licht, regia di Leo Mittler – film TV (1955)
- Der Strafverteidiger, regia di Franz Josef Wild – film TV (1961)
- Eine Illustrierte, bitte! – serie TV (1961)
- Anatol, regia di Otto Schenk – film TV (1962)
- Mit den Augen unserer Kinder – serie TV (1962)
- Der Mustergatte, regia di Hans Hollmann – film TV (1963)
- Der Bauer als Millionär, regia di Kurt Wilhelm – film TV (1963)
- Der Schatten: Ein Märchen für Erwachsene, regia di Werner Düggelin – film TV (1963)
- Alte Briefe, regia di Ruth Kerry – film TV (1963)
- Begegnungen, regia di Karl Heinz Haberland – film TV (1963)
- Die Teepuppe, regia di Otto Schenk – film TV (1964)
- Späte Liebe, regia di Karl Fruchtmann – film TV (1965)
- Familie Leitner – serie TV, 21 episodi (1960-1965)
- Radetzkymarsch, regia di Michael Kehlmann – film TV (1965)
- Zeit der Kirschen, regia di Otto Schenk – film TV (1966)
- Ein Schweigen vom Himmel, regia di Franz Josef Wild – film TV (1968)
- Bei Kerzenlicht, regia di Ferry Olsen – film TV (1968)
- Reiterattacke, regia di Theodor Grädler – film TV (1968)
- Oberinspektor Marek – serie TV, episodio 1x07 (1969)
- Weh' dem, der erbt, regia di Georg Tressler – film TV (1969)
- Der Kurier der Kaiserin – serie TV, episodio 1x26 (1971)
- Die Unverbesserlichen – serie TV, episodio 1x07 (1971)
- Zwischenspiel oder Die neue Ehe, regia di Gedeon Kovacs – film TV (1971)
- Manolescu - Die fast wahre Biographie eines Gauners, regia di Hans Quest – film TV (1972)
- 1966, Sie schreiben mit – Der Unterschied (TV)
- 1976, Der Talisman von den Salzburger Festspielen
- 1987, Die liebe Familie, Folge 208, Junge Liebe – alte Liebe
- 2002, Otello darf nicht platzen

## Documentari
- Kultur in Trümmern (film TV documentario)
- Wie wir wurden. Was wir sind (serie TV documentario)